# Seván
Seván (armenio: Սևակ) es una comunidad urbana de Armenia, localizada en la región de Geghark'unik', junto al lago Seván
Se ubica en la orilla noroccidental del lago Seván sobre la carretera M4 que une la capital nacional Ereván con el noreste del país.

## Historia
Fue fundada en 1842 como Yelénovka, recibiendo su nombre de la infanta rusa Yelena Pávlovna Románova. 
El actual topónimo se adoptó en 1935 por la proximidad al lago Seván. En sus inmediaciones se hallan los monasterios medievales de Sevanavank y Hayravank.
Durante la época soviética, aquí comenzó el desarrollo de la industria y la educación. Además, Seván era un centro turístico.
Aquí se construyó una central hidroeléctrica en los años 1936-1949. En 1961 el asentamiento recibió el estatus de ciudad. Aquí se construyeron una escuela técnica industrial y varias fábricas. En 1978 se creó aquí una reserva natural, y se creó un jardín botánico. En enero de 1989 la población era de 27 mil personas.
En 2011 tiene 19 229 habitantes.

## Transporte
Aquí hay una estación de tren.